# Hans Croon
Hans Croon (Malang, 1936. május 25. – 1985. február 5., Rotterdam) holland labdarúgó-menedzser, edző.

## Pályafutása

### Edzőként
Croon 1957-ben kezdte edzői pályafutását a holland másodosztályú DWS csapatánál. 1959 és 1972 között másik holland csapatokat is edzett (SVV, HVC, Volendam), mielőtt 1972-ben kinevezték a belga másodosztályú Waregem élére; a csapatot első idényében visszajuttatta a belga élvonalba, a rákövetkező szezonban pedig belga kupagyőzelemig vezette a Waregemet. Az 1974-1975-ös idényben a szintén élvonabeli Lierse csapatát irányította, majd az idény végén aláírt a bajnokság harmadik helyén végzett Anderlecht csapatához. Az 1975-1976-os szezonban az Anderlechttel belga kupagyőztes lett, valamint megnyerte a kupagyőztesek Európa-kupáját, a brüsszeli döntőben a West Ham United csapatát felülmúlva. A szezon végén visszatért Hollandiába, ahol a holland élvonalbeli NEC Nijmegen és VVV-Venlo csapatait irányította. 1979-ben visszatért Belgiumba ahol ismét a Waregem csapatát irányította. Később menedzselte még a belga Beringen és a Lierse csapatait.

## Sikerei, díjai

### Edzőként
- Waregem
  - Belga kupagyőztes: 1973–74
- Anderlecht
  - Belga kupagyőztes: 1975–76
  - Kupagyőztesek Európa-kupája: 1975–76